# Campionato di calcio del Suriname 1992
Nel 1992 si disputò il 59º Campionato di calcio del Suriname.

## Hoofdklasse
La Hoofdklasse conta 10 squadre, che si affrontano in un girone di andata e ritorno per un totale di 18 partite.

### Classifica finale
| Pos | Squadra     | G  | V  | N | P  | GF | GS | Punti |
| --- | ----------- | -- | -- | - | -- | -- | -- | ----- |
| 1.  | Leo Victor  | 18 | 12 | 4 | 2  | 37 | 17 | 28    |
| 2.  | Robinhood   | 18 | 11 | 3 | 4  | 30 | 15 | 25    |
| 3.  | SNL         | 18 | 8  | 8 | 2  | 37 | 22 | 24    |
| 4.  | Transvaal   | 18 | 8  | 6 | 4  | 33 | 21 | 22    |
| 5.  | Remo        | 18 | 4  | 8 | 6  | 19 | 25 | 16    |
| 6.  | Boxel       | 18 | 5  | 6 | 7  | 18 | 25 | 16    |
| 7.  | De Rest     | 18 | 5  | 4 | 9  | 23 | 41 | 14    |
| 8.  | Corona Boys | 18 | 4  | 5 | 9  | 24 | 27 | 13    |
| 9.  | Tuna        | 18 | 4  | 5 | 9  | 24 | 32 | 13    |
| 10. | Santos      | 18 | 3  | 3 | 12 | 17 | 37 | 9     |

### Spareggio retrocessione
- Corona Boys - Tuna 2-1

### Verdetti
- Leo Victor Campione del Suriname 1992.
- Tuna e Santos retrocesse in Eersteklasse.
- PVV e Remo Nickerie promosse in Hoofdklasse.